# As We May Think

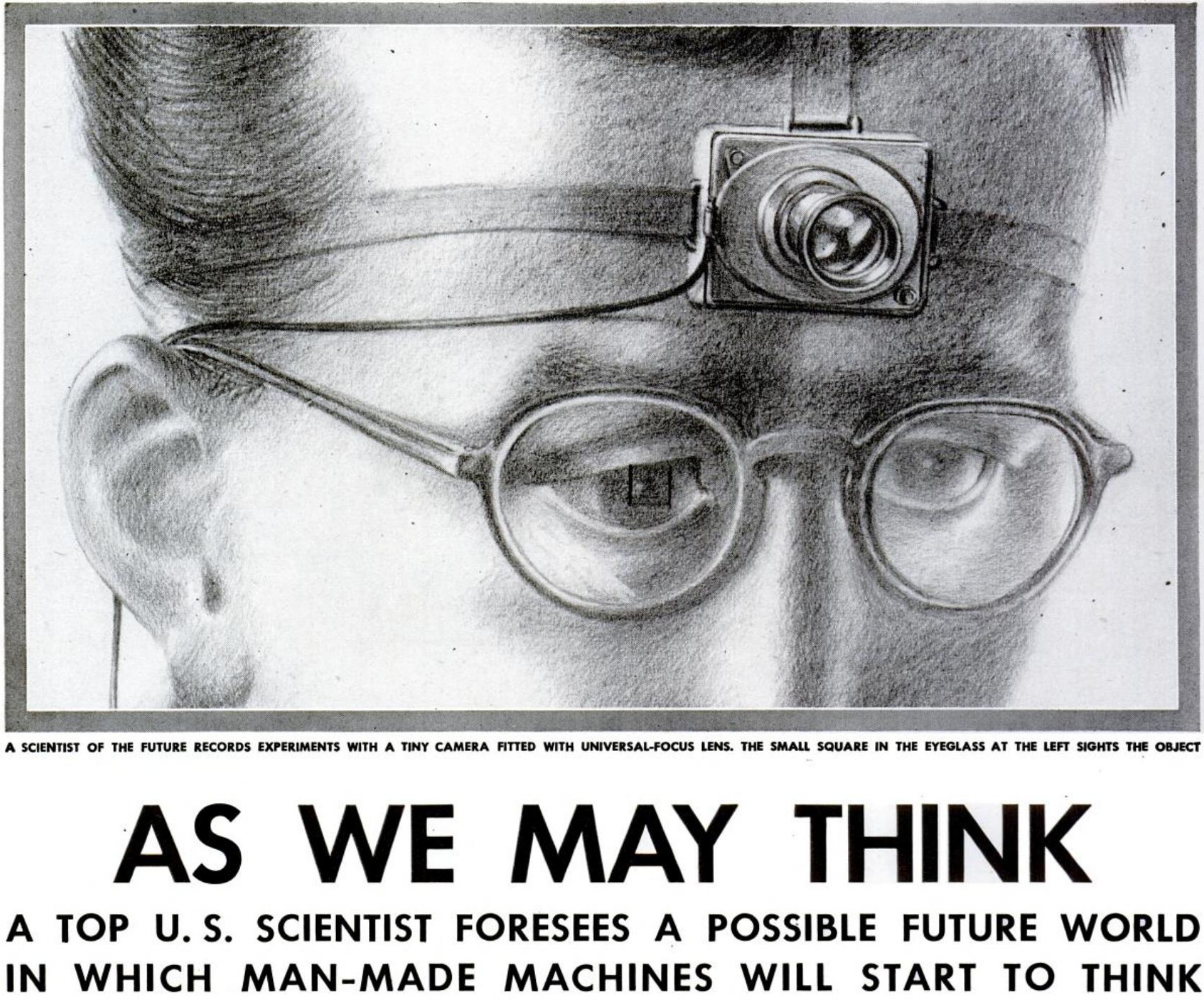

O ensaio As We May Think de Vannevar Bush, primeiro publicado em The Atlantic Monthly em julho de 1945, argumentava que enquanto os humanos iriam virando as costas para a guerra, esforços científicos deveriam variar do aumento de habilidades físicas para fazer todo o conhecimento humano previamente coletado mais acessível.
O artigo foi uma versão retrabalhada e expandida do seu "Mechanization and the Record" de 1939. O sistema, o qual ele chamou de memex, foi descrito como baseado no que se pensava, na época, seria a onda do futuro: rolos de microfilmes de resolução ultra-alta, junto com múltiplos visualizadores de telas e câmeras, através de controles eletromecânicos. O artigo de "The Atlantic Monthly" foi seguido, em novembro de 1945, por um artigo da revista "Time" que mostrava ilustrações da proposta área de trabalho e máquina de escrever automática do memex.
Seu artigo descreve algo em muitas maneiras semelhantes à World Wide Web.

### Versões na rede
- As we may think dos arquivos da Atlantic Monthly
- O texto de As we may think (disponível sem assinatura e com permissão de Atlantic Monthly)
- Outra cópia permitida do artigo
- Tradução de As we may think para o português